# Vietzen (Kalbe)
Vietzen ist ein Ortsteil der Ortschaft Kahrstedt und der Stadt Kalbe (Milde) im Altmarkkreis Salzwedel in Sachsen-Anhalt.

## Geographie
Vietzen, ein Straßendorf mit Kirche, liegt etwa sechs Kilometer nördlich der Stadt Kalbe (Milde) in der Altmark auf der Hochfläche des Kalbeschen Werders..

## Geschichte

### Mittelalter bis Neuzeit
Das Dorf Vietzen ist vermutlich wendischen Ursprungs. Es wurde 1285 als Visne erstmals urkundlich erwähnt. Zwei Geistliche Johannes et Gerardus, fratres de Visne wurden in einer in Meyenburg ausgestellten Urkunde aufgeführt. Im Jahre 1324 wird das Dorf Vysne genannt, als Hans und Heinecke von Kröcher das Schloss Kalbe mit den zugehörigen Dörfern an Albrecht von Alvensleben verkaufen. Es war Stammsitz der ritterlichen Familie von Visne. Weitere Nennungen sind 1473 viczen, 1600 Vietzen, 1687 Vietzen und auch 1804 Vietzen, Dorf mit Lehnschulze.
Im 19. Jahrhundert wurde Tabak angebaut.
Rechts des Weges nach Güssefeld (westlich des Dorfes) stand eine Windmühle, gegenüber war eine Ziegelei.

### Herkunft des Ortsnamens
Jürgen Udolph führt den Ortsnamen auf den slawischen Wortstamm „vysock“ für „hoch“ zurück, denn der Ort liegt auf einer Anhöhe.
Heinrich Sültmann und Franz Mertens meinen, abgeleitet aus 1285 Visne, 1324 Vysne, könnte der Ortsname entstanden sein aus slawisch (wendisch) „veza, veze, vezne“ für „Haus“ oder aus „vietz, feitzen“ für „Dorf“ oder aus dem Deutschen „wiz“ für „weiß, leuchtend“.

### Eingemeindungen
Ursprünglich gehörte das Dorf zum Arendseeischen Kreis der Mark Brandenburg in der Altmark. Zwischen 1807 und 1813 lag der Ort im Kanton Kalbe auf dem Territorium des napoleonischen Königreichs Westphalen. Nach weiteren Änderungen gehörte die Gemeinde ab 1816 zum Landkreis Salzwedel.
Die Gemeinde Vietzen wurde am 25. Juli 1952 in den neuen Kreis Kalbe (Milde) umgegliedert. Sie wurde am 1. August 1973 in die Gemeinde Kahrstedt eingemeindet. Nach dem Zusammenschluss mehrerer Gemeinden am 1. Januar 2009 zur Einheitsgemeinde Stadt Kalbe (Milde) kam Vietzen als Ortsteil zur neuen Ortschaft Kahrstedt und zur Stadt Kalbe (Milde).

### Einwohnerentwicklung
| Jahr | Einwohner |
| ---- | --------- |
| 1734 | 065       |
| 1774 | 056       |
| 1789 | 069       |
| 1798 | 089       |
| 1801 | 084       |
| 1818 | 091       |
| 1840 | 154       |
| 1864 | 204       |

| Jahr | Einwohner |
| ---- | --------- |
| 1871 | 186       |
| 1885 | 167       |
| 1892 | [00]166   |
| 1895 | 161       |
| 1900 | [00]153   |
| 1905 | 141       |
| 1910 | [00]164   |
| 1925 | 163       |

| Jahr | Einwohner |
| ---- | --------- |
| 1939 | 135       |
| 1946 | 254       |
| 1964 | 187       |
| 1971 | 161       |
| 2015 | 103       |
| 2016 | 095       |
| 2017 | 096       |
| 2018 | 095       |

| Jahr | Einwohner |
| ---- | --------- |
| 2020 | [00]95    |
| 2021 | [00]95    |
| 2022 | [0]96     |
| 2023 | [0]90     |

Quelle, wenn nicht angegeben, bis 1971 und 2015 bis 2018

## Religion
Die evangelische Kirchengemeinde Vietzen, die früher zur Pfarrei Güssefeld gehörte, wird heute betreut vom Pfarrbereich Kalbe-Kakerbeck im Kirchenkreis Salzwedel im Bischofssprengel Magdeburg der Evangelischen Kirche in Mitteldeutschland. Die ältesten überlieferten Kirchenbücher für Güssefeld stammen aus dem Jahre 1616.
Die katholischen Christen gehören zur Pfarrei St. Hildegard in Gardelegen im Dekanat Stendal im Bistum Magdeburg.

## Kultur und Sehenswürdigkeiten
Die evangelische Dorfkirche Vietzen ist eine Feldsteinkirche aus der ersten Hälfte des 13. Jahrhunderts. Sie ist eine Filialkirche von Güssefeld.